# Guignardia foeniculacea
Guignardia foeniculacea är en svampart som först beskrevs av Camille Montagne och som fick sitt nu gällande namn av Josef Adolph von Arx och Emil Müller. 
Guignardia foeniculacea ingår i divisionen sporsäcksvampar, släktet Guignardia och familjen Mycosphaerellaceae. Arten är reproducerande i Sverige.